# Heteroaridarum
Heteroaridarum é um género botânico da família das aráceas.